# Pilczyca (powiat konecki)
Pilczyca – wieś w Polsce, położona w województwie świętokrzyskim, w powiecie koneckim, w gminie Słupia Konecka.
W latach 1975–1998 miejscowość administracyjnie należała do województwa kieleckiego.
Wieś jest siedzibą rzymskokatolickiej parafii św. Michała Archanioła.

## Integralne części wsi
| SIMC    | Nazwa    | Rodzaj    |
| ------- | -------- | --------- |
| 0269699 | Brzezina | część wsi |

## Historia
Pierwsze wzmianki o Pilczycy pochodzą z XII w., kiedy erygowano parafię przy kościele pod wezwaniem św. Michała Archanioła. Pierwotnie była to drewniana budowla, kilkakrotnie przerabiana, a w 1848 całkowicie rozebrana. W 1851 rozpoczęto budowę nowego kamiennego kościoła; ukończono ją w 1859. W 1920 kościół uległ całkowitemu zniszczeniu na skutek pożaru. W 1931 rozpoczęto budowę nowego kościoła, którą ukończono w 1951. Pod kościołem spoczywa w grobie m.in. Anna z Romiszowic, żona Jana Chryzostoma Paska, autora słynnych pamiętników. Do dziś w tutejszej parafii zachowała się ofiarowana w 1697 gotycka monstrancja z herbem i inicjałami J.Ch. Paska.
Pilczyca zwana także Pilczycą Zaleśną należała do znanych rodów: Pilczyckich, Łąckich, Zarembów i Zamoyskich. Ostatnim właścicielem był Władysław Zamoyski. Jego żona, Zofia prowadziła działalność charytatywną, zakładając m.in. w Pilczycy (w dawnym dworku) jedną z pierwszych w okolicy ochronkę.